# Junior Johnson
Pour les articles homonymes, voir Johnson.
Statistiques en NASCAR Cup Series
Dernière mise à jour : 25 décembre 2016 
Robert Glenn Johnson Jr. dit Junior Johnson est un pilote américain de NASCAR né le 28 juin 1931 à Wilkesboro (Caroline du Nord) et mort le 20 décembre 2019.

## Carrière
Junior Johnson commence sa carrière en 1953 et remporte en 14 saisons 50 courses dont le Daytona 500 en 1960. La meilleure performance de Johnson dans le championnat de première division NASCAR Grand National est une 6e place en 1955 et en 1961.

## Le Dernier Héros, film de 1973 avec l'acteur Jeff Brigeff retrace idéalement la vie de ce grand pilote...
1. ↑  https://www.nascar.com/news-media/2019/12/20/junior-johnson-moonshiner-nascar-legend-dies-88/?linkId=100000009720487
2. ↑  (en) « NASCAR Grand National standings for 1955 » sur racing-reference.info.
3. ↑  (en) « NASCAR Grand National standings for 1961 » sur racing-reference.info.